# Comuna de Wilczyce
Wilczyce (polaco: Gmina Wilczyce) é uma gminy (comuna) na Polónia, na voivodia de Santa Cruz e no condado de Sandomierski.
De acordo com os censos de 2004, a comuna tem 3965 habitantes, com uma densidade 56,7 hab/km².

## Área
Estende-se por uma área de 69,94 km², incluindo:
- área agrícola: 89%
- área florestal: 3%

## Demografia
Dados de 30 de Junho 2004:
|                      | Total   | Total | Mulheres | Mulheres | Homens  | Homens |
| -------------------- | ------- | ----- | -------- | -------- | ------- | ------ |
|                      | pessoas | %     | pessoas  | %        | pessoas | %      |
| População            | 3965    | 100   | 1968     | 49,6     | 1997    | 50,4   |
| Densidade (pop./km²) | 56,7    | 100   | 28,1     | 28,1     | 28,6    | 28,6   |

De acordo com dados de 2005, o rendimento médio per capita ascendia a 1787,32 zł.

## Comunas vizinhas
- Dwikozy, Lipnik, Obrazów, Ożarów, Wojciechowice